# Кубок Польщі з футболу 1988—1989
Кубок Польщі з футболу 1988–1989 — 35-й розіграш кубкового футбольного турніру в Польщі. Титул ввосьме  здобула Легія (Варшава).

## Календар
| Раунд        | Дата                 | Матчі | Клуби    |
| ------------ | -------------------- | ----- | -------- |
| Перший раунд | 25 липня 1988        | 32    | 112 → 80 |
| Другий раунд | 3 серпня 1988        | 32    | 80 → 48  |
| Третій раунд | 17 серпня 1988       | 16    | 48 → 32  |
| 1/16 фіналу  | 31 серпня 1988       | 16    | 32 → 16  |
| 1/8 фіналу   | 14 вересня 1988      | 8     | 16 → 8   |
| 1/4 фіналу   | 13-27 листопада 1988 | 8     | 8 → 4    |
| 1/2 фіналу   | 4-15 березня 1989    | 4     | 4 → 2    |
| Фінал        | 24 червня 1989       | 1     | 2 → 1    |

## Перший раунд
| Команда 1                            | Рахунок      | Команда 2                         |
| ------------------------------------ | ------------ | --------------------------------- |
| 25 липня 1988                        |              |                                   |
| АЗС Біла Підляська                   | 1:1 пен. 4:5 | Люблінянка (Люблін)               |
| Холм'янка (Холм)                     | 2:1          | Сталь (Красник)                   |
| Гетьман (Замостя)                    | 0:0 пен. 5:4 | Краковія (Краків)                 |
| Орзел (Зомбковіце-Шльонське)         | 0:2          | Хробри (Глогув)                   |
| Орзел (Валч)                         | 1:1 пен. 2:3 | Варта (Познань)                   |
| Олімпія-2 (Познань)                  | 2:1          | Лехія (Зелена Гура)               |
| Пйотрковія (Пйотркув-Трибунальський) | 0:1          | Остров'я (Острув-Велькопольський) |
| Погонь (Здунська Воля)               | 2:3          | Гурник (Конін)                    |
| Ґосціб'я (Сулковіце)                 | 1:0          | Борута (Зґеж)                     |
| ЛКС-2 (Лодзь)                        | 2:1          | Унія (Скерневіце)                 |
| Сталь (Кутно)                        | 1:4          | Ґопланя (Іновроцлав)              |
| ФАМ Хелмно                           | 0:6          | Арка (Гдиня)                      |
| Ягеллонія-2 (Білосток)               | 3:2 дч       | Вігри (Сувалки)                   |
| Польна (Перемишль)                   | 0:1          | Карпати (Кросно)                  |
| Сокул (Ніско)                        | 1:2          | Ізолятор (Богухвала)              |
| Гвардія (Ополе)                      | 1:1 пен. 2:4 | Полонія (Лешно)                   |
| Одра-2 (Ополе)                       | 0:1          | БКС Сталь (Бельсько-Бяла)         |
| Віслока (Дембиця)                    | 1:0          | Ґлінік (Горлиці)                  |
| Погонь (Седльце)                     | 1:3          | Полонія (Варшава)                 |
| ГКС Розбарк                          | 2:1          | Мото (Єльч Олава)                 |
| Мотор (Прашка)                       | 1:4          | Зельмер (Ряшів)                   |
| Бескід (Андрихув)                    | 0:1          | Гурник-2 (Кнурув)                 |
| Ґраніца (Богатиня)                   | 1:4          | Вікторія (Валбжих)                |
| Крупіньскі (Сушец)                   | 3:1          | Корона (Кельці)                   |
| Ґром (Червони Бур)                   | 2:0          | Нарев (Остроленка)                |
| Куяв'як (Влоцлавек)                  | 1:3          | Полонія (Бидгощ)                  |
| Мото-2 (Єльч Олава)                  | 3:1          | СГР Войцешице                     |
| Оркан (Гдиня)                        | 2:0          | Мазовія (Цеханув)                 |
| Погонь (Гродзиськ-Мазовецький)       | 1:2          | Чарні (Радом)                     |
| Стоміл (Ольштин)                     | +:-          | Ельблонг                          |
| Флота (Свіноуйсьце)                  | 4:1          | Гвардія (Кошалін)                 |
| Бленкінті (Старгард)                 | 1:1 пен. 2:3 | Гриф (Слупск)                     |

## Другий раунд
| Команда 1                         | Рахунок      | Команда 2                       |
| --------------------------------- | ------------ | ------------------------------- |
| 3 серпня 1988                     |              |                                 |
| ЛКС-2 (Лодзь)                     | 2:3          | ГКС (Белхатув)                  |
| Люблінянка (Люблін)               | 3:1          | Бронь (Радом)                   |
| Ягеллонія-2 (Білосток)            | 4:2          | Гвардія (Щитно)                 |
| Гурник-2 (Кнурув)                 | 4:5 дч       | Сталь (Ряшів)                   |
| Холм'янка (Холм)                  | 0:3          | Бленкітні (Кельці)              |
| Зельмер (Ряшів)                   | 0:1          | Гутник (Краків)                 |
| Стоміл (Ольштин)                  | 4:1          | Гвардія (Варшава)               |
| Вікторія (Валбжих)                | 0:0 пен. 1:3 | П'яст (Гливиці)                 |
| ГКС Розбарк                       | 4:2 дч       | Вісла (Краків)                  |
| Крупіньскі (Сушец)                | 0:2          | Авіа (Свідник)                  |
| Ґосціб'я (Сулковіце)              | 1:1 пен. 2:4 | Одра (Водзіслав-Шльонський)     |
| Ґром (Червони Бур)                | 3:0          | Мотор (Люблін)                  |
| Полонія (Лешно)                   | 0:6          | Полонія (Битом)                 |
| БКС Сталь (Бельсько-Бяла)         | 0:1          | Ресовія (Ряшів)                 |
| Остров'я (Острув-Велькопольський) | 1:1 пен. 5:4 | Стільон (Гожув-Великопольський) |
| Ґопланя (Іновроцлав)              | 1:4          | Олімпія (Ельблонг)              |
| Карпати (Кросно)                  | 2:1          | Сталь (Мелець)                  |
| Олімпія-2 (Познань)               | 0:4          | Заглембє (Валбжих)              |
| Гурник (Конін)                    | 1:1 пен. 3:4 | П'яст (Нова Руда)               |
| Полонія (Варшава)                 | 0:2          | Заглембє (Сосновець)            |
| Ізолятор (Богухвала)              | 2:4          | Іглоополь (Дембиця)             |
| Віслока (Дембиця)                 | 2:0          | Радомяк (Радом)                 |
| Арка (Гдиня)                      | 5:2          | Сталь (Щецин)                   |
| Хробри (Глогув)                   | 2:2 пен. 5:4 | Шленза (Вроцлав)                |
| Полонія (Бидгощ)                  | 1:2          | Рух (Хожув)                     |
| Чарні (Радом)                     | 1:1 пен. 4:5 | Ураня (Руда-Шльонська)          |
| Мото-2 (Єльч Олава)               | 1:2          | Одра (Ополе)                    |
| Гетьман (Замостя)                 | 0:2          | Гурник (Кнурув)                 |
| Флота (Свіноуйсьце)               | 2:4          | Завіша (Бидгощ)                 |
| Гриф (Слупск)                     | 3:2          | Сточньовец (Гданськ)            |
| Варта (Познань)                   | 1:0 дч       | Влукняж (Паб'яниці)             |
| Оркан (Гдиня)                     | 1:4          | ГКС (Ястшембе)                  |

## Третій раунд
| Команда 1                         | Рахунок      | Команда 2                   |
| --------------------------------- | ------------ | --------------------------- |
| 17 серпня 1988                    |              |                             |
| Люблінянка (Люблін)               | 2:0          | Авіа (Свідник)              |
| Ягеллонія-2 (Білосток)            | 0:2          | Стоміл (Ольштин)            |
| Карпати (Кросно)                  | 1:3          | Гутник (Краків)             |
| ГКС Розбарк                       | 0:0 пен. 2:3 | П'яст (Гливиці)             |
| Остров'я (Острув-Велькопольський) | 0:1          | Одра (Водзіслав-Шльонський) |
| Ґром (Червони Бур)                | 1:1 пен. 4:3 | Бленкітні (Кельці)          |
| Гурник (Кнурув)                   | 1:2          | Полонія (Битом)             |
| Одра (Ополе)                      | 1:1 пен. 4:2 | Заглембє (Сосновець)        |
| Сталь (Ряшів)                     | 4:1          | Іглоополь (Дембиця)         |
| Віслока (Дембиця)                 | 5:2 дч       | Ресовія (Ряшів)             |
| Олімпія (Ельблонг)                | 2:1 дч       | Арка (Гдиня)                |
| Хробри (Глогув)                   | 2:1 дч       | Заглембє (Валбжих)          |
| Рух (Хожув)                       | 8:1          | Ураня (Руда-Шльонська)      |
| Варта (Познань)                   | 1:2          | Завіша (Бидгощ)             |
| Гриф (Слупск)                     | 2:0          | ГКС (Белхатув)              |
| П'яст (Нова Руда)                 | 0:1          | ГКС (Ястшембе)              |

## 1/16 фіналу
| Команда 1                   | Рахунок      | Команда 2             |
| --------------------------- | ------------ | --------------------- |
| 31 серпня 1988              |              |                       |
| ГКС (Ястшембе)              | 2:0          | Олімпія (Познань)     |
| Рух (Хожув)                 | 3:0          | Відзев (Лодзь)        |
| Хробри (Глогув)             | 1:1 пен. 2:4 | Ягеллонія (Білосток)  |
| Сталь (Ряшів)               | 0:1 дч       | Легія (Варшава)       |
| Одра (Ополе)                | 1:0          | Шомберки (Битом)      |
| Завіша (Бидгощ)             | 2:3          | Шльонськ (Вроцлав)    |
| Одра (Водзіслав-Шльонський) | 1:0          | Заглембє (Любін)      |
| Люблінянка (Люблін)         | 1:2          | Лех (Познань)         |
| Віслока (Дембиця)           | 0:0 пен. 4:5 | Гурник (Забже)        |
| Олімпія (Ельблонг)          | 1:1 пен. 5:6 | Балтик (Гдиня)        |
| П'яст (Гливиці)             | 1:2          | ГКС (Катовиці)        |
| Гриф (Слупск)               | 1:4          | ЛКС (Лодзь)           |
| Ґром (Червони Бур)          | 0:2          | Сталь (Стальова Воля) |
| Стоміл (Ольштин)            | 2:1          | Гурник (Валбжих)      |
| Гутник (Краків)             | 2:1          | Лехія (Гданськ)       |
| Полонія (Битом)             | 0:1          | Погонь (Щецин)        |

## 1/8 фіналу
| Команда 1                   | Рахунок      | Команда 2            |
| --------------------------- | ------------ | -------------------- |
| 14 вересня 1988             |              |                      |
| Сталь (Стальова Воля)       | 2:4          | Ягеллонія (Білосток) |
| Одра (Ополе)                | 1:1 пен. 4:5 | Шльонськ (Вроцлав)   |
| Одра (Водзіслав-Шльонський) | 1:2          | Рух (Хожув)          |
| Балтик (Гдиня)              | 2:1          | Лех (Познань)        |
| ГКС (Ястшембе)              | 1:3          | Гурник (Забже)       |
| Гутник (Краків)             | 2:3          | ГКС (Катовиці)       |
| Легія (Варшава)             | 3:0          | ЛКС (Лодзь)          |
| Стоміл (Ольштин)            | 0:2          | Погонь (Щецин)       |

## 1/4 фіналу
| Команда 1            | Заг.    | Команда 2          | 1-й матч | 2-й матч |
| -------------------- | ------- | ------------------ | -------- | -------- |
| 13/27 листопада 1988 |         |                    |          |          |
| Ягеллонія (Білосток) | 1:1 (ч) | Балтик (Гдиня)     | 0:0      | 1:1      |
| 16/26 листопада 1988 |         |                    |          |          |
| Погонь (Щецин)       | 3:7     | Рух (Хожув)        | 3:3      | 0:4      |
| 16/27 листопада 1988 |         |                    |          |          |
| Гурник (Забже)       | 2:5     | Легія (Варшава)    | 2:3      | 0:2      |
| ГКС (Катовиці)       | 5:2     | Шльонськ (Вроцлав) | 3:1      | 2:1      |

## 1/2 фіналу
| Команда 1         | Заг. | Команда 2            | 1-й матч | 2-й матч |
| ----------------- | ---- | -------------------- | -------- | -------- |
| 4/15 березня 1989 |      |                      |          |          |
| Рух (Хожув)       | 0:2  | Ягеллонія (Білосток) | 0:0      | 0:2      |
| 5/15 березня 1989 |      |                      |          |          |
| ГКС (Катовиці)    | 1:2  | Легія (Варшава)      | 1:0      | 0:2      |

## Фінал
| 24 червня 1989 |

| Легія (Варшава)                                       | 5:2      | Ягеллонія (Білосток) |
| ----------------------------------------------------- | -------- | -------------------- |
| Косецький 8', 28' Дзекановський 20', 80' Іваніцкі 53' | Протокол | Лєщик 31' Я.Баєр 66' |

| Стадіон «ОСіР», Ольштин Глядачів: 20 000 Арбітр: Кшиштоф Перек |